# 常陽 (核能設施)

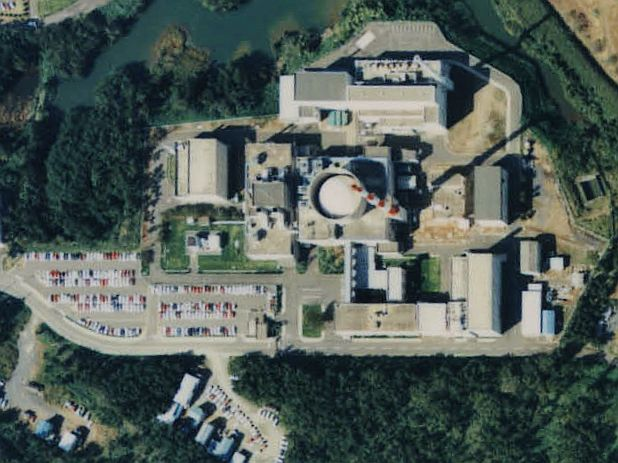
1986年常阳试验快堆

常陽（日语：／ Jōyō */?) 是日本一座钠冷试验快堆，位于茨城县大洗町，由日本原子能研究開發機構（日本原子力研究開発機構）所興建與操作。 
反应堆经历了3个不同的堆芯：
- MK-I 1977年4月24日 - 1982年1月1日 (功率 50-75 MWt)
- MK-II 1982年11月22日 - 1997年9月12日. 运行超过50,000小时，100 MWt.
- MK-III 2003年7月2日–2007年 (140-150 MWt).中子通量 4×1015 cm−2s−1 for E>0.1 MeV.

生产混合氧化物核燃料的共同沉淀工艺，需要溶解在硝酸中的硝酸铀酰和硝酸钚，通过加入碱性物质氨以形成重铀酸铵和氢氧化钚的混合物。如果在含有5%氢气的氩气中加热，将会形成二氧化铀和二氧化钚的混合物粉末，可压制形成绿色的小颗粒，再通过烧结转变为铀钚混合氧化物的小颗粒。这种方法得到的核燃料在微观尺度上更加均匀。1999年9月30日，东海村JCO临界意外事故，就是为“常阳”实验堆制备硝酸铀酰时发生的。
2007年6月，“常阳”实验堆在工作人员提取实验设备时，堆芯机械部件发生损坏，常阳堆进入停堆状态，再未能重启。
2016年正式决定退役后，日本政府敲定将继续运行常阳堆。